# 福岡県の廃止市町村一覧
福岡県の廃止市町村一覧（ふくおかけんのはいししちょうそんいちらん）は、福岡県における市制・町村制施行（1889年4月1日）後に、市町村合併や他の自治体に統合されることなどにより廃止した市町村の一覧である。単なる名称の変更は対象としない。
- 町村が「町制」・「市制」を施行し町・市となるケース
  - 「市町村」以外の表記名を変更しなかった自治体は一覧に含まれない。（例：古賀町 → 古賀市）
  - 町制・市制を施行した際に名称を変更した場合も一覧に含まれない。（例：大野町 → 大野城市）
- 市町村が名称変更した場合は一覧に含まれない。
- 所属郡が変更になった場合は一覧に含まれない。
- 市町村合併で廃止した市町村のケース
  - 編入合併した場合の、存続市町村は廃止に当たらないので一覧に含まれない。
  - 編入合併した場合の、廃止した市町村は一覧に含まれる。
  - 新設合併した場合の、廃止した市町村は一覧に含まれる。
  - 新設合併した場合の、名称が残った市町村も一覧に含まれる。（例：旧・宗像市 → 新・宗像市）
- 政令指定都市の廃止区は一覧に含まれない。（例：（旧）西区を廃止し、（新）西区・早良区・城南区に分割）
- 分割や分立をしたケース
  - 分割で廃止した市町村は一覧に含まれる。
  - 分立で存続した市町村は一覧に含まれない。
- ※（旧）とあるのは、新設合併でその市町村が解散し、同名の市町村が新設されていることを示す。

## 1900年以前
- 築上郡（旧）東吉富村 （1896年5月1日）築上郡東吉富村新設のため
- 築上郡高浜村 （1896年5月1日）築上郡東吉富村新設のため

## 1900年～1909年
- 山門郡上瀬高町 （1901年1月1日）山門郡瀬高町新設のため
- 山門郡下瀬高町 （1901年1月1日）山門郡瀬高町新設のため
- 京都郡東犀川村 （1904年2月1日）京都郡犀川村新設のため
- 京都郡西犀川村 （1904年2月1日）京都郡犀川村新設のため
- 京都郡南犀川村 （1904年2月1日）京都郡犀川村新設のため
- 遠賀郡（旧）芦屋町 （1905年11月5日）遠賀郡芦屋町新設のため
- 遠賀郡山鹿村 （1905年11月5日）遠賀郡芦屋町新設のため
- 遠賀郡（旧）若松町 （1906年10月1日）遠賀郡若松町新設のため
- 遠賀郡石峰村 （1906年10月1日）遠賀郡若松町新設のため
- 山門郡（旧）瀬高町 （1907年1月1日）山門郡瀬高町新設のため
- 山門郡本郷村 （1907年1月1日）山門郡瀬高町新設のため
- 山門郡小川村 （1907年1月1日）山門郡瀬高町新設のため
- 山門郡川沿村 （1907年1月1日）山門郡瀬高町新設のため
- 山門郡緑村 （1907年1月1日）分割し、山門郡瀬高町・山川村新設のため
- 山門郡富原村 （1907年1月1日）山門郡山川村新設のため
- 山門郡竹海村 （1907年1月1日）山門郡山川村新設のため
- 山門郡万里小路村 （1907年1月1日）山門郡山川村新設のため
- 山門郡清水村 （1907年1月1日）山門郡東山村新設のため
- 山門郡水上村 （1907年1月1日）山門郡東山村新設のため
- 田川郡（旧）添田村 （1907年1月1日）田川郡添田村新設のため
- 田川郡中元寺村 （1907年1月1日）田川郡添田村新設のため
- 山門郡塩塚村 （1907年3月20日）山門郡大和村新設のため
- 山門郡鷹尾村 （1907年3月20日）山門郡大和村新設のため
- 山門郡有明村 （1907年3月20日）山門郡大和村新設のため
- 山門郡川北村 （1907年3月20日）山門郡三橋村新設のため
- 山門郡川辺村 （1907年3月20日）山門郡三橋村新設のため
- 山門郡宮ノ内村 （1907年3月20日）山門郡三橋村新設のため
- 山門郡垂見村 （1907年3月20日）山門郡三橋村新設のため
- 三池郡（旧）銀水村 （1907年5月1日）三池郡銀水村新設のため
- 三池郡倉永村 （1907年5月1日）三池郡銀水村新設のため
- 三池郡上内村 （1907年5月1日）三池郡銀水村新設のため
- 三池郡手鎌村 （1907年5月1日）三池郡銀水村新設のため
- 企救郡城野村 （1907年6月1日）企救郡企救村新設のため
- 企救郡東紫村 （1907年6月1日）企救郡企救村新設のため
- 遠賀郡岡縣村 （1907年10月1日）遠賀郡岡垣村新設のため
- 遠賀郡矢矧村 （1907年10月1日）遠賀郡岡垣村新設のため
- 八女郡（旧）水田村 （1908年1月15日）八女郡水田村新設のため
- 八女郡下妻村 （1908年1月15日）八女郡水田村新設のため
- 八女郡二川村 （1908年1月15日）八女郡水田村新設のため
- 遠賀郡江川村 （1908年2月15日）遠賀郡島郷村新設のため
- 遠賀郡洞北村 （1908年2月15日）遠賀郡島郷村新設のため
- 朝倉郡三根村 （1908年3月20日）朝倉郡夜須村新設のため
- 朝倉郡中津屋村 （1908年3月20日）朝倉郡夜須村新設のため
- 朝倉郡安野村 （1908年3月20日）朝倉郡夜須村新設のため
- 企救郡西紫村 （1908年4月1日）企救郡企救村・板櫃村に分割編入のため
- 朝倉郡大三輪村 （1908年9月1日）朝倉郡三輪村新設のため
- 朝倉郡栗田村 （1908年9月1日）朝倉郡三輪村新設のため
- 鞍手郡（旧）吉川村 （1908年12月15日）鞍手郡吉川村新設のため
- 鞍手郡日吉村 （1908年12月15日）鞍手郡吉川村新設のため
- 宗像郡（旧）津屋崎町 （1909年4月1日）宗像郡津屋崎町新設のため
- 宗像郡宮地村 （1909年4月1日）宗像郡津屋崎町新設のため
- 嘉穂郡（旧）飯塚町 （1909年6月1日）嘉穂郡飯塚町新設のため
- 嘉穂郡笠松村 （1909年6月1日）嘉穂郡飯塚町新設のため
- 朝倉郡大庭村 （1909年6月15日）朝倉郡大福村新設のため
- 朝倉郡福成村 （1909年6月15日）朝倉郡大福村新設のため

## 1910年～1919年
- 宗像郡野坂村 （1911年6月1日）宗像郡南郷村新設のため
- 宗像郡宮田村 （1911年6月1日）宗像郡南郷村新設のため
- 筑紫郡警固村 （1912年10月1日）福岡市に編入のため
- 筑紫郡豊平村 （1915年4月1日）福岡市・筑紫郡堅粕町に分割編入のため
- 三潴郡鳥飼村 （1917年10月1日）久留米市に編入のため
- 早良郡鳥飼村 （1919年11月1日）福岡市に編入のため

## 1920年～1929年
- 早良郡西新町 （1922年4月1日）福岡市に編入のため
- 筑紫郡住吉町 （1922年6月1日）福岡市に編入のため
- 企救郡大里町 （1923年2月1日）門司市に編入のため
- 三井郡節原村 （1923年8月1日）久留米市に編入のため
- 三井郡国分町 （1924年11月1日）久留米市に編入のため
- 企救郡板櫃町 （1925年4月28日）小倉市・八幡市に分割編入のため
- 筑紫郡八幡村 （1926年4月1日）福岡市に編入のため
- 鞍手郡（旧）直方町 （1926年11月1日）鞍手郡直方町新設のため
- 鞍手郡福地村 （1926年11月1日）鞍手郡直方町新設のため
- 鞍手郡下境村 （1926年11月1日）鞍手郡直方町新設のため
- 鞍手郡頓野村 （1926年11月1日）鞍手郡直方町新設のため
- 鞍手郡新入村 （1926年11月1日）鞍手郡直方町新設のため
- 遠賀郡黒崎町 （1926年11月2日）八幡市に編入のため
- 企救郡足立村 （1927年4月1日）小倉市に編入のため
- 鞍手郡香井田村 （1927年4月1日）鞍手郡宮田町に編入のため
- 筑紫郡堅粕町 （1928年4月1日）福岡市に編入のため
- 筑紫郡千代町 （1928年5月1日）福岡市に編入のため
- 早良郡原村 （1929年4月1日）福岡市に編入のため
- 早良郡樋井川村 （1929年4月1日）福岡市に編入のため
- 遠賀郡島門村 （1929年4月1日）遠賀郡遠賀村新設のため
- 遠賀郡浅木村 （1929年4月1日）遠賀郡遠賀村新設のため
- 浮羽郡浮羽村 （1929年4月1日）浮羽郡御幸村新設のため
- 浮羽郡椿子村 （1929年4月1日）浮羽郡御幸村新設のため
- 三池郡三川町 （1929年4月1日）大牟田市に編入のため
- 企救郡東郷村 （1929年10月1日）門司市に編入のため

## 1930年～1939年
- 糸島郡（旧）前原町 （1931年4月1日）糸島郡前原町新設のため
- 糸島郡波多江村 （1931年4月1日）糸島郡前原町新設のため
- 糸島郡加布里村 （1931年4月1日）糸島郡前原町新設のため
- 遠賀郡島郷村 （1931年8月1日）若松市に編入のため
- 三池郡江浦村 （1931年10月1日）三池郡高田村新設のため
- 三池郡二川村 （1931年10月1日）三池郡高田村新設のため
- 三池郡岩田村 （1931年10月1日）三池郡高田村新設のため
- 遠賀郡底井野村 （1932年3月1日）遠賀郡中間町に編入のため
- 筑紫郡席田村 （1933年4月1日）福岡市に編入のため
- 早良郡姪浜町 （1933年4月1日）福岡市に編入のため
- 筑紫郡三宅村 （1933年4月5日）福岡市に編入のため
- 田川郡金川村 （1933年5月1日）田川郡伊田町に編入のため
- 築上郡（旧）八屋町 （1935年4月1日）築上郡八屋町新設のため
- 築上郡宇島町 （1935年4月1日）築上郡八屋町新設のため
- 三潴郡久間田村 （1937年1月1日）三潴郡昭代村新設のため
- 三潴郡浜武村 （1937年1月1日）三潴郡昭代村新設のため
- 田川郡安真木村 （1937年4月1日）田川郡川崎村に編入のため
- 遠賀郡上津役村 （1937年5月5日）八幡市に編入のため
- 企救郡企救町 （1937年9月1日）小倉市に編入のため

## 1940年～1949年
- 糟屋郡箱崎町 （1940年12月27日）福岡市に編入のため
- 企救郡中谷村 （1941年4月1日）小倉市に編入のため
- 企救郡西谷村 （1941年4月1日）小倉市に編入のため
- 三池郡三池町 （1941年4月1日）大牟田市に編入のため
- 三池郡駛馬町 （1941年4月1日）大牟田市に編入のため
- 三池郡玉川村 （1941年4月1日）大牟田市に編入のため
- 三池郡銀水村 （1941年4月1日）大牟田市に編入のため
- 早良郡壱岐村 （1941年10月15日）福岡市に編入のため
- 早良郡能古村 （1941年10月15日）福岡市に編入のため
- 糸島郡今宿村 （1941年10月15日）福岡市に編入のため
- 田川郡彦山村 （1942年2月11日）田川郡添田町に編入のため
- 糸島郡今津村 （1942年4月1日）福岡市に編入のため
- 三池郡飯江村 （1942年4月1日）三池郡高田村に編入ため
- 三池郡開村 （1942年4月1日）三池郡高田村に編入のため
- 企救郡曽根町 （1942年5月15日）小倉市に編入のため
- 企救郡松ヶ江村 （1942年5月15日）門司市に編入のため
- 京都郡（旧）豊津村 （1943年4月1日）京都郡豊津村新設のため
- 京都郡節丸村 （1943年4月1日）京都郡豊津村新設のため
- 三井郡御井町 （1943年10月1日）久留米市に編入のため
- 田川郡後藤寺町 （1943年11月3日）田川市新設のため
- 田川郡伊田町 （1943年11月3日）田川市新設のため
- 遠賀郡折尾町 （1944年12月8日）八幡市に編入のため
- 企救郡東谷村 （1948年9月10日）小倉市に編入のため

## 1950年～1959年
- 三井郡合川村 （1951年4月1日）久留米市に編入のため
- 三井郡上津荒木村 （1951年4月1日）久留米市に編入のため
- 三井郡山川村 （1951年4月1日）久留米市に編入のため
- 朝倉郡（旧）杷木町 （1951年4月1日）朝倉郡杷木町新設のため
- 朝倉郡松末村 （1951年4月1日）朝倉郡杷木町新設のため
- 朝倉郡久喜宮村 （1951年4月1日）朝倉郡杷木町新設のため
- 朝倉郡志波村 （1951年4月1日）朝倉郡杷木町新設のため
- 八女郡（旧）福島町 （1951年4月1日）八女郡福島町新設のため
- 八女郡長峰村 （1951年4月1日）八女郡福島町新設のため
- 八女郡三河村 （1951年4月1日）八女郡福島町新設のため
- 八女郡八幡村 （1951年4月1日）八女郡福島町新設のため
- 八女郡上妻村 （1951年4月1日）八女郡福島町新設のため
- 浮羽郡柴刈村 （1951年4月1日）浮羽郡筑陽村新設のため
- 浮羽郡川会村 （1951年4月1日）浮羽郡筑陽村新設のため
- 浮羽郡山春村 （1951年4月1日）浮羽郡御幸町（即日改称、浮羽町）に編入のため
- 浮羽郡大石村 （1951年4月1日）浮羽郡御幸町（即日改称、浮羽町）に編入のため
- 浮羽郡姫治村 （1951年4月1日）浮羽郡御幸町（即日改称、浮羽町）に編入のため
- 山門郡柳河町 （1951年4月1日）山門郡柳川町新設のため
- 山門郡東宮永村 （1951年4月1日）山門郡柳川町新設のため
- 山門郡西宮永村 （1951年4月1日）山門郡柳川町新設のため
- 山門郡城内村 （1951年4月1日）山門郡柳川町新設のため
- 山門郡沖端村 （1951年4月1日）山門郡柳川町新設のため
- 山門郡両開村 （1951年4月1日）山門郡柳川町新設のため
- 鞍手郡（旧）若宮町 （1951年4月1日）鞍手郡若宮町新設のため
- 鞍手郡山口村 （1951年4月1日）鞍手郡若宮町新設のため
- 鞍手郡中村 （1951年4月1日）鞍手郡若宮町新設のため
- 糸島郡野北村 （1951年4月1日）糸島郡桜野村新設のため
- 糸島郡桜井村 （1951年4月1日）糸島郡桜野村新設のため
- 三井郡高良内村 （1951年6月1日）久留米市に編入のため
- 宗像郡赤間町 （1954年4月1日）宗像郡宗像町新設のため
- 宗像郡東郷町 （1954年4月1日）宗像郡宗像町新設のため
- 宗像郡吉武村 （1954年4月1日）宗像郡宗像町新設のため
- 宗像郡河東村 （1954年4月1日）宗像郡宗像町新設のため
- 宗像郡南郷村 （1954年4月1日）宗像郡宗像町新設のため
- 宗像郡神興村 （1954年4月1日）分割し、宗像郡宗像町・福間町新設のため
- 宗像郡（旧）福間町 （1954年4月1日）宗像郡福間町新設のため
- 宗像郡上西郷村 （1954年4月1日）宗像郡福間町新設のため
- 八女郡川崎村 （1954年4月1日）八女郡福島町（即日市制・改称、八女市）に編入のため
- 八女郡忠見村 （1954年4月1日）八女郡福島町（即日市制・改称、八女市）に編入のため
- 八女郡岡山村 （1954年4月1日）分割し、筑後市新設・八女郡福島町（即日市制・改称、八女市）に編入のため
- 八女郡羽犬塚町 （1954年4月1日）筑後市新設のため
- 八女郡水田村 （1954年4月1日）筑後市新設のため
- 八女郡古川村 （1954年4月1日）筑後市新設のため
- 三潴郡大川町 （1954年4月1日）大川市新設のため
- 三潴郡三又村 （1954年4月1日）大川市新設のため
- 三潴郡田口村 （1954年4月1日）大川市新設のため
- 三潴郡木室村 （1954年4月1日）大川市新設のため
- 三潴郡川口村 （1954年4月1日）大川市新設のため
- 三潴郡大野島村 （1954年4月1日）大川市新設のため
- 朝倉郡甘木町 （1954年4月1日）甘木市新設のため
- 朝倉郡秋月町 （1954年4月1日）甘木市新設のため
- 朝倉郡上秋月村 （1954年4月1日）甘木市新設のため
- 朝倉郡安川村 （1954年4月1日）甘木市新設のため
- 朝倉郡立石村 （1954年4月1日）甘木市新設のため
- 朝倉郡福田村 （1954年4月1日）甘木市新設のため
- 朝倉郡馬田村 （1954年4月1日）甘木市新設のため
- 朝倉郡蜷城村 （1954年4月1日）甘木市新設のため
- 朝倉郡三奈木村 （1954年4月1日）甘木市新設のため
- 朝倉郡金川村 （1954年4月1日）甘木市新設のため
- 八女郡（旧）黒木町 （1954年4月1日）八女郡黒木町新設のため
- 八女郡豊岡村 （1954年4月1日）八女郡黒木町新設のため
- 八女郡串毛村 （1954年4月1日）八女郡黒木町新設のため
- 八女郡木屋村 （1954年4月1日）八女郡黒木町新設のため
- 八女郡笠原村 （1954年4月1日）八女郡黒木町新設のため
- 早良郡田隈村 （1954年10月1日）福岡市に編入のため
- 筑紫郡曰佐村 （1954年10月1日）福岡市に編入のため
- 京都郡行橋町 （1954年10月10日）行橋市新設のため
- 京都郡蓑島村 （1954年10月10日）行橋市新設のため
- 京都郡今元村 （1954年10月10日）行橋市新設のため
- 京都郡仲津村 （1954年10月10日）行橋市新設のため
- 京都郡泉村 （1954年10月10日）行橋市新設のため
- 京都郡今川村 （1954年10月10日）行橋市新設のため
- 京都郡稗田村 （1954年10月10日）行橋市新設のため
- 京都郡延永村 （1954年10月10日）行橋市新設のため
- 京都郡椿市村 （1954年10月10日）行橋市新設のため
- 浮羽郡（旧）田主丸町 （1954年12月1日）浮羽郡田主丸町新設のため
- 浮羽郡水分村 （1954年12月1日）浮羽郡田主丸町新設のため
- 浮羽郡竹野村 （1954年12月1日）浮羽郡田主丸町新設のため
- 浮羽郡筑陽村 （1954年12月1日）浮羽郡田主丸町新設のため
- 浮羽郡水縄村 （1954年12月1日）浮羽郡田主丸町新設のため
- 糸島郡（旧）前原町 （1955年1月1日）糸島郡前原町新設のため
- 糸島郡雷山村 （1955年1月1日）糸島郡前原町新設のため
- 糸島郡長糸村 （1955年1月1日）糸島郡前原町新設のため
- 糸島郡深江村 （1955年1月1日）糸島郡二丈村新設のため
- 糸島郡福吉村 （1955年1月1日）糸島郡二丈村新設のため
- 糸島郡一貴山村 （1955年1月1日）糸島郡二丈村新設のため
- 糸島郡桜野村 （1955年1月1日）糸島郡志摩村新設のため
- 糸島郡芥屋村 （1955年1月1日）糸島郡志摩村新設のため
- 糸島郡小富士村 （1955年1月1日）糸島郡志摩村新設のため
- 糸島郡可也村 （1955年1月1日）糸島郡志摩村新設のため
- 京都郡（旧）苅田町 （1955年1月1日）京都郡苅田町新設のため
- 京都郡小波瀬村 （1955年1月1日）京都郡苅田町新設のため
- 京都郡白川村 （1955年1月1日）京都郡苅田町新設のため
- 築上郡（旧）椎田町 （1955年1月1日）築上郡椎田町新設のため
- 築上郡葛城村 （1955年1月1日）築上郡椎田町新設のため
- 築上郡八津田村 （1955年1月1日）築上郡椎田町新設のため
- 築上郡西角田村 （1955年1月1日）築上郡椎田町新設のため
- 浮羽郡（旧）吉井町 （1955年1月1日）浮羽郡吉井町新設のため
- 浮羽郡千年村 （1955年1月1日）浮羽郡吉井町新設のため
- 浮羽郡江南村 （1955年1月1日）浮羽郡吉井町新設のため
- 浮羽郡福富村 （1955年1月1日）浮羽郡吉井町新設のため
- 浮羽郡船越村 （1955年1月1日）浮羽郡吉井町新設のため
- 三潴郡荒木町 （1955年1月1日）三潴郡筑邦町新設のため
- 三潴郡安武村 （1955年1月1日）三潴郡筑邦町新設のため
- 三潴郡木佐木村 （1955年1月1日）三潴郡大木町新設のため
- 三潴郡大莞村 （1955年1月1日）三潴郡大木町新設のため
- 三潴郡大溝村 （1955年1月1日）三潴郡大木町新設のため
- 三潴郡昭代村 （1955年1月1日）柳川市に編入のため
- 三潴郡蒲池村 （1955年1月1日）柳川市に編入のため
- 鞍手郡剣町 （1955年1月1日）鞍手郡鞍手町新設のため
- 鞍手郡西川村 （1955年1月1日）鞍手郡鞍手町新設のため
- 鞍手郡古月村 （1955年1月1日）鞍手郡鞍手町新設のため
- 嘉穂郡大隈町 （1955年1月1日）嘉穂郡嘉穂町新設のため
- 嘉穂郡千手村 （1955年1月1日）嘉穂郡嘉穂町新設のため
- 嘉穂郡足白村 （1955年1月1日）嘉穂郡嘉穂町新設のため
- 嘉穂郡宮野村 （1955年1月1日）嘉穂郡嘉穂町新設のため
- 田川郡（旧）添田町 （1955年1月1日）田川郡添田町新設のため
- 田川郡津野村 （1955年1月1日）田川郡添田町新設のため
- 三潴郡（旧）城島町 （1955年2月1日）三潴郡城島町新設のため
- 三潴郡江上村 （1955年2月1日）三潴郡城島町新設のため
- 三潴郡青木村 （1955年2月1日）三潴郡城島町新設のため
- 糟屋郡香椎町 （1955年2月1日）福岡市に編入のため
- 糟屋郡多々良町 （1955年2月1日）福岡市に編入のため
- 筑紫郡二日市町 （1955年3月1日）筑紫郡筑紫野町新設のため
- 筑紫郡山家村 （1955年3月1日）筑紫郡筑紫野町新設のため
- 筑紫郡御笠村 （1955年3月1日）筑紫郡筑紫野町新設のため
- 筑紫郡山口村 （1955年3月1日）筑紫郡筑紫野町新設のため
- 筑紫郡筑紫村 （1955年3月1日）筑紫郡筑紫野町新設のため
- 筑紫郡（旧）太宰府町 （1955年3月1日）筑紫郡太宰府町新設のため
- 筑紫郡水城村 （1955年3月1日）筑紫郡太宰府町新設のため
- 鞍手郡植木町 （1955年3月1日）直方市に編入のため
- 宗像郡（旧）津屋崎町 （1955年3月1日）宗像郡津屋崎町新設のため
- 宗像郡勝浦村 （1955年3月1日）宗像郡津屋崎町新設のため
- 京都郡諫山村 （1955年3月1日）京都郡勝山町新設のため
- 京都郡久保村 （1955年3月1日）京都郡勝山町新設のため
- 京都郡黒田村 （1955年3月1日）京都郡勝山町新設のため
- 京都郡豊津村 （1955年3月1日）京都郡豊津町新設のため
- 京都郡祓郷村 （1955年3月1日）分割し、京都郡豊津町新設・行橋市に編入のため
- 築上郡西吉富村 （1955年3月1日）築上郡新吉富村新設のため
- 築上郡南吉富村 （1955年3月1日）築上郡新吉富村新設のため
- 三井郡（旧）北野町 （1955年3月1日）三井郡北野町新設のため
- 三井郡弓削村 （1955年3月1日）三井郡北野町新設のため
- 三井郡大城村 （1955年3月1日）三井郡北野町新設のため
- 三井郡金島村 （1955年3月1日）三井郡北野町新設のため
- 三潴郡西牟田町 （1955年3月10日）筑後市に編入のため
- 朝倉郡高木村 （1955年3月10日）甘木市に編入のため
- 朝倉郡（旧）朝倉村 （1955年3月31日）朝倉郡朝倉村新設のため
- 朝倉郡宮野村 （1955年3月31日）朝倉郡朝倉村新設のため
- 朝倉郡大福村 （1955年3月31日）朝倉郡朝倉村新設のため
- 三井郡（旧）小郡町 （1955年3月31日）三井郡小郡町新設のため
- 三井郡立石村 （1955年3月31日）三井郡小郡町新設のため
- 三井郡三国村 （1955年3月31日）三井郡小郡町新設のため
- 三井郡御原村 （1955年3月31日）三井郡小郡町新設のため
- 三井郡味坂村 （1955年3月31日）三井郡小郡町新設のため
- 三井郡大刀洗村 （1955年3月31日）三井郡大刀洗町新設のため
- 三井郡本郷村 （1955年3月31日）三井郡大刀洗町新設のため
- 三井郡大堰村 （1955年3月31日）三井郡大刀洗町新設のため
- 鞍手郡（旧）宮田町 （1955年3月31日）鞍手郡宮田町新設のため
- 鞍手郡笠松村 （1955年3月31日）分割し、鞍手郡宮田町・若宮町新設のため
- 鞍手郡（旧）若宮町 （1955年3月31日）鞍手郡若宮町新設のため
- 鞍手郡吉川村 （1955年3月31日）鞍手郡若宮町新設のため
- 嘉穂郡上穂波村 （1955年3月31日）嘉穂郡筑穂町新設のため
- 嘉穂郡内野村 （1955年3月31日）嘉穂郡筑穂町新設のため
- 嘉穂郡大分村 （1955年3月31日）分割し、嘉穂郡筑穂町新設・穂波村に編入のため
- 糟屋郡（旧）古賀町 （1955年4月1日）糟屋郡古賀町新設のため
- 糟屋郡青柳村 （1955年4月1日）糟屋郡古賀町新設のため
- 糟屋郡小野村 （1955年4月1日）糟屋郡古賀町新設のため
- 糟屋郡（旧）篠栗町 （1955年4月1日）糟屋郡篠栗町新設のため
- 糟屋郡勢門村 （1955年4月1日）糟屋郡篠栗町新設のため
- 糟屋郡（旧）新宮町 （1955年4月1日）糟屋郡新宮町新設のため
- 糟屋郡立花村 （1955年4月1日）糟屋郡新宮町新設のため
- 宗像郡神湊町 （1955年4月1日）宗像郡玄海町新設のため
- 宗像郡田島村 （1955年4月1日）宗像郡玄海町新設のため
- 宗像郡池野村 （1955年4月1日）宗像郡玄海町新設のため
- 宗像郡岬村 （1955年4月1日）宗像郡玄海町新設のため
- 糸島郡怡土村 （1955年4月1日）糸島郡前原町に編入のため
- 築上郡築城村（1955年4月1日）築上郡築城町新設のため
- 築上郡上城井村（1955年4月1日）築上郡築城町新設のため
- 築上郡下城井村（1955年4月1日）築上郡築城町新設のため
- 築上郡唐原村 （1955年4月1日）築上郡大平村新設のため
- 築上郡友枝村 （1955年4月1日）築上郡大平村新設のため
- 遠賀郡香月町 （1955年4月1日）八幡市に編入のため
- 鞍手郡木屋瀬町 （1955年4月1日）八幡市に編入のため
- 八女郡光友村 （1955年4月1日）八女郡立花町新設のため
- 八女郡北山村 （1955年4月1日）八女郡立花町新設のため
- 八女郡白木村 （1955年4月1日）八女郡立花町新設のため
- 八女郡辺春村 （1955年4月1日）八女郡立花町新設のため
- 八女郡上広川村 （1955年4月1日）八女郡広川町新設のため
- 八女郡中広川村 （1955年4月1日）八女郡広川町新設のため
- 筑紫郡那珂町 （1955年4月5日）福岡市に編入のため
- 田川郡猪位金村 （1955年4月5日）田川市・山田市に分割編入のため
- 築上郡八屋町 （1955年4月10日）宇島市新設のため
- 築上郡山田村 （1955年4月10日）宇島市新設のため
- 築上郡千束村 （1955年4月10日）宇島市新設のため
- 築上郡三毛門村 （1955年4月10日）宇島市新設のため
- 築上郡黒土村 （1955年4月10日）宇島市新設のため
- 築上郡横武村 （1955年4月10日）宇島市新設のため
- 築上郡合河村 （1955年4月10日）宇島市新設のため
- 築上郡岩屋村 （1955年4月10日）宇島市新設のため
- 築上郡角田村 （1955年4月10日）宇島市新設のため
- 三潴郡三潴村 （1955年7月20日）三潴町新設のため
- 三潴郡犬塚村 （1955年7月20日）三潴町新設のため
- 八女郡下広川村 （1955年12月1日）筑後市・八女郡広川町・三潴郡筑邦町に分割編入のため
- 筑紫郡安徳村 （1956年4月1日）筑紫郡那珂川町新設のため
- 筑紫郡南畑村 （1956年4月1日）筑紫郡那珂川町新設のため
- 筑紫郡岩戸村 （1956年4月1日）筑紫郡那珂川町新設のため
- 早良郡入部村 （1956年8月1日）早良郡早良村新設のため
- 早良郡脇山村 （1956年8月1日）早良郡早良村新設のため
- 早良郡内野村 （1956年8月1日）早良郡早良村新設のため
- 糟屋郡久原村 （1956年9月30日）糟屋郡久山町新設のため
- 糟屋郡山田村 （1956年9月30日）糟屋郡久山町新設のため
- 京都郡城井村 （1956年9月30日）京都郡犀川町に編入のため
- 京都郡伊良原村 （1956年9月30日）京都郡犀川町に編入のため
- 三潴郡大善寺町 （1956年9月30日）三潴郡筑邦町に編入のため
- 山門郡東山村 （1956年9月30日）山門郡瀬高町に編入のため
- 田川郡（旧）香春町 （1956年9月30日）田川郡香春町新設のため
- 田川郡勾金村 （1956年9月30日）田川郡香春町新設のため
- 田川郡採銅所村 （1956年9月30日）田川郡香春町新設のため
- 糟屋郡大川村 （1957年3月31日）糟屋郡粕屋町新設のため
- 糟屋郡仲原村 （1957年3月31日）糟屋郡粕屋町新設のため
- 八女郡大淵村 （1957年3月31日）八女郡黒木町に編入のため
- 八女郡北川内町 （1958年3月31日）八女郡上陽町新設のため
- 八女郡横山村 （1958年3月31日）八女郡上陽町新設のため
- 三井郡宮ノ陣村 （1958年9月1日）久留米市に編入のため
- 三井郡山本村 （1958年9月1日）久留米市に編入のため
- 三井郡（旧）善導寺町 （1959年4月1日）三井郡善導寺町新設のため
- 三井郡大橋村 （1959年4月1日）三井郡善導寺町新設のため

## 1960年～1969年
- 三井郡草野町 （1960年7月1日）久留米市に編入のため
- 糟屋郡和白町 （1960年8月27日）福岡市に編入のため
- 早良郡金武村 （1960年8月27日）福岡市に編入のため
- 糸島郡元岡村 （1961年4月1日）福岡市に編入のため
- 糸島郡周船寺村 （1961年4月1日）福岡市に編入のため
- 糸島郡北崎村 （1961年4月1日）福岡市に編入のため
- 門司市 （1963年2月10日）北九州市（門司区）新設のため
- 小倉市 （1963年2月10日）北九州市（小倉北区・小倉南区）新設のため
- 戸畑市 （1963年2月10日）北九州市（戸畑区）新設のため
- 八幡市 （1963年2月10日）北九州市（八幡東区・八幡西区）新設のため
- 若松市 （1963年2月10日）北九州市（若松区）新設のため
- 旧・飯塚市 （1963年4月1日）飯塚市新設のため
- 嘉穂郡幸袋町 （1963年4月1日）飯塚市新設のため
- 嘉穂郡二瀬町 （1963年4月1日）飯塚市新設のため
- 嘉穂郡鎮西村 （1963年4月1日）飯塚市新設のため
- 三潴郡筑邦町 （1967年2月1日）久留米市に編入のため
- 三井郡善導寺町 （1967年4月1日）久留米市に編入のため

## 1970年～1979年
- 糟屋郡志賀町 （1971年4月5日）福岡市に編入のため
- 早良郡早良町 （1975年3月1日）福岡市に編入のため

## 1980年～1999年
この20年間に県内に廃止市町村なし

## 2000年～2009年
- 旧・宗像市 （2003年4月1日）宗像市新設のため
- 宗像郡玄海町 （2003年4月1日）宗像市新設のため
- 宗像郡福間町 （2005年1月24日）福津市新設のため
- 宗像郡津屋崎町 （2005年1月24日）福津市新設のため
- 三井郡北野町 （2005年2月5日）久留米市に編入のため
- 三潴郡三潴町 （2005年2月5日）久留米市に編入のため
- 三潴郡城島町 （2005年2月5日）久留米市に編入のため
- 浮羽郡田主丸町 （2005年2月5日）久留米市に編入のため
- 浮羽郡吉井町 （2005年3月20日）うきは市新設のため
- 浮羽郡浮羽町 （2005年3月20日）うきは市新設のため
- 旧・柳川市 （2005年3月21日）柳川市新設のため
- 山門郡三橋町 （2005年3月21日）柳川市新設のため
- 山門郡大和町 （2005年3月21日）柳川市新設のため
- 朝倉郡夜須町 （2005年3月22日）朝倉郡筑前町新設のため
- 朝倉郡三輪町 （2005年3月22日）朝倉郡筑前町新設のため
- 宗像郡大島村 （2005年3月28日）宗像市に編入のため
- 朝倉郡小石原村 （2005年3月28日）朝倉郡東峰村新設のため
- 朝倉郡宝珠山村 （2005年3月28日）朝倉郡東峰村新設のため
- 築上郡大平村 （2005年10月11日）築上郡上毛町新設のため
- 築上郡新吉富村 （2005年10月11日）築上郡上毛町新設のため
- 築上郡椎田町 （2006年1月10日）築上郡築上町新設のため
- 築上郡築城町 （2006年1月10日）築上郡築上町新設のため
- 鞍手郡若宮町 （2006年2月11日）宮若市新設のため
- 鞍手郡宮田町 （2006年2月11日）宮若市新設のため
- 田川郡赤池町 （2006年3月6日）田川郡福智町新設のため
- 田川郡金田町 （2006年3月6日）田川郡福智町新設のため
- 田川郡方城町 （2006年3月6日）田川郡福智町新設のため
- 甘木市 （2006年3月20日）朝倉市新設のため
- 朝倉郡朝倉町 （2006年3月20日）朝倉市新設のため
- 朝倉郡杷木町 （2006年3月20日）朝倉市新設のため
- 京都郡犀川町 （2006年3月20日）京都郡みやこ町新設のため
- 京都郡豊津町 （2006年3月20日）京都郡みやこ町新設のため
- 京都郡勝山町 （2006年3月20日）京都郡みやこ町新設のため
- 旧・飯塚市 （2006年3月26日）飯塚市新設のため
- 嘉穂郡筑穂町 （2006年3月26日）飯塚市新設のため
- 嘉穂郡穂波町 （2006年3月26日）飯塚市新設のため
- 嘉穂郡庄内町 （2006年3月26日）飯塚市新設のため
- 嘉穂郡頴田町 （2006年3月26日）飯塚市新設のため
- 山田市 （2006年3月27日）嘉麻市新設のため
- 嘉穂郡稲築町 （2006年3月27日）嘉麻市新設のため
- 嘉穂郡碓井町 （2006年3月27日）嘉麻市新設のため
- 嘉穂郡嘉穂町 （2006年3月27日）嘉麻市新設のため
- 八女郡上陽町 （2006年10月1日）八女市に編入のため
- 山門郡瀬高町 （2007年1月29日）みやま市新設のため
- 山門郡山川町 （2007年1月29日）みやま市新設のため
- 三池郡高田町 （2007年1月29日）みやま市新設のため

## 2010年～
- 前原市 （2010年1月1日）糸島市新設のため
- 糸島郡二丈町 （2010年1月1日）糸島市新設のため
- 糸島郡志摩町 （2010年1月1日）糸島市新設のため
- 八女郡黒木町 （2010年2月1日）八女市に編入のため
- 八女郡立花町 （2010年2月1日）八女市に編入のため
- 八女郡矢部村 （2010年2月1日）八女市に編入のため
- 八女郡星野村 （2010年2月1日）八女市に編入のため